# Aaron Miller
Aaron Michael Miller, född 11 augusti 1971 i Buffalo i New York, är en amerikansk före detta ishockeyspelare.
Miller blev olympisk silvermedaljör i ishockey vid vinterspelen 2002 i Salt Lake City.